# Région de Parkland

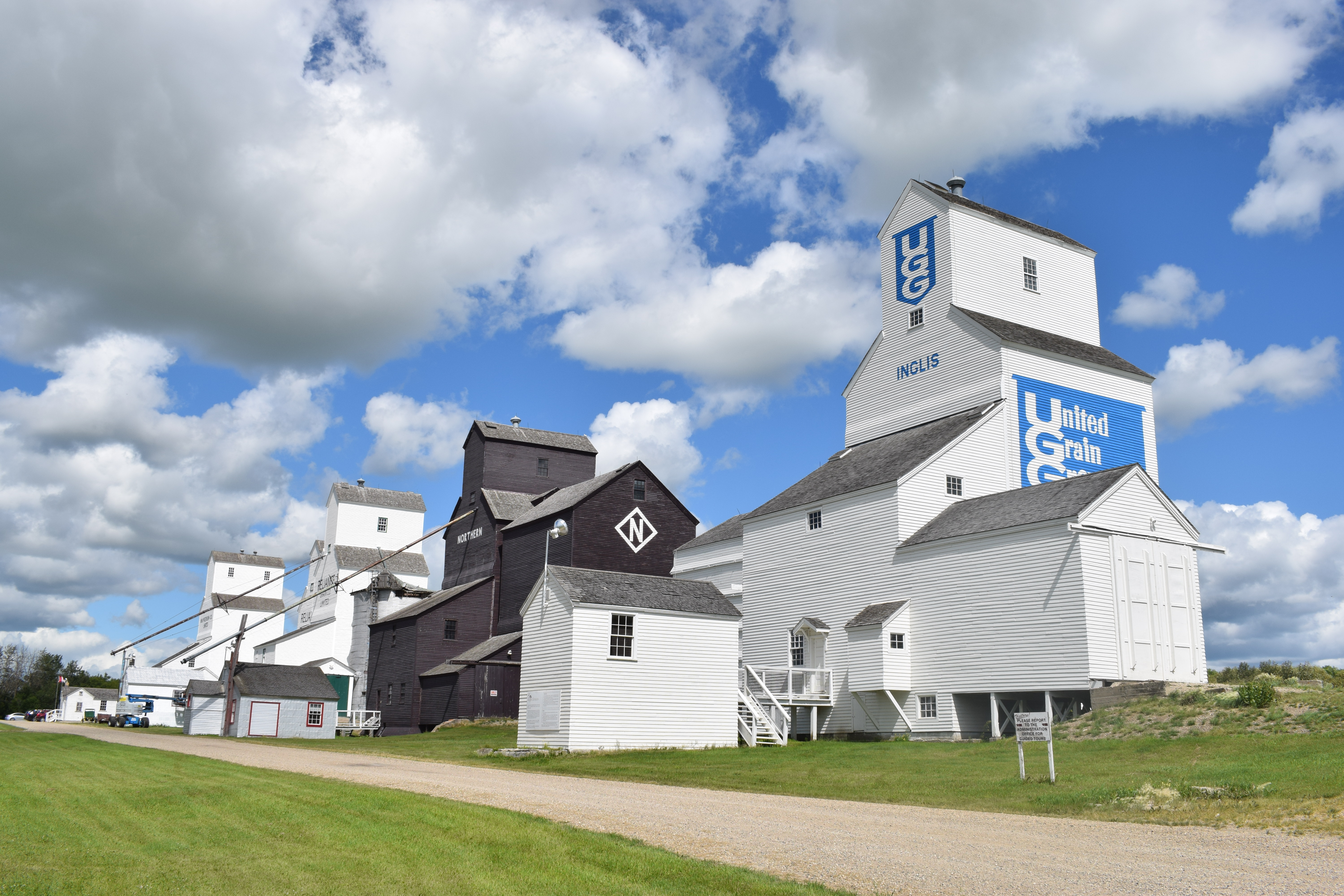
Rangée de quatre silos à grains originaux dans un état préservé et historique, à Inglis, au Manitoba

La région de Parkland est une division du Manitoba au Canada. Elle est située à l'ouest de la province, entre le Lac Manitoba et la frontière entre le Manitoba et la Saskatchewan. Elle est appelée Forêt-parc en français.
La ville de Dauphin est la plus peuplée de la région. 

## Principales communautés
- Cowan
- Dauphin
- Gilbert Plains
- Grandview
- McCreary
- Minitonas
- Roblin
- Rossburn
- Russell
- Ste. Rose du Lac
- Swan River
- Winnipegosis